# Austin Spurs
Die Austin Spurs sind ein Franchise der NBA G-League, die in Austin (Texas) beheimatet ist. Sie tragen ihre Heimspiele seit 2010 im H-E-B Center im benachbarten Cedar Park aus.

## Geschichte
Ursprünglich hieß das Franchise Columbus Riverdragons und war in Columbus (Georgia) ansässig. In der Saison 2004/05 konnten die Riverdragons das Finale erreichen. Dort verloren sie allerdings mit 67:90 gegen die Asheville Altitude.
2005 wurde das Franchise durch nach Austin verlegt und spielte unter der neuen Bezeichnung Toros ab der Saison 2005/06 im Austin Convention Center. Derrick Zimmerman wurde in zwei aufeinanderfolgenden Saisons zum NBA D-League Defensive Player of the Year ernannt (2004/05 und 2005/06). Außerdem war Marcus Fizer der NBA D-League MVP der Saison 2005/06. Am 22. Februar 2007 starb überraschend Cheftrainer Dennis Johnson nach einem Training mit den Spielern an einem Herzinfarkt. Nachdem zunächst ein Interimstrainer die Toros geführt hatte, wurde Quin Snyder als neuer verantwortlicher Trainer der Mannschaft für die Saison 2007/08 eingestellt. Nachdem die Toros ab 2005 zunächst mit NBA-Franchises Vereinbarungen zur Zusammenarbeit hatten, wurden sie Ende Juni 2007 vom NBA-Klub San Antonio Spurs gekauft. Damit wurde die Mannschaft aus Texas nach den Los Angeles D-Fenders das zweite G-League-Team, das in das Eigentum eines NBA-Klubs überging. Im Jahre 2014 gab es mit dem Rebranding (einer Erneuerung des Markennamens) eine Spiegelung des Spitznamens des übergeordneten NBA-Franchises, so wie dies bereits bei den G-League-Klubs Santa Cruz Warriors und Westchester Knicks der Fall war.
Zuvor hatten die Toros in der Saison 2007/08 die NBA D-League Finals gegen die Idaho Stampede erreicht, nachdem sie mit einer Bilanz von 30 Siegen zu 20 Niederlagen den Southwest-Divisionstitel gewinnen konnten. Die Finalserie ging jedoch mit 1:2 gegen Idaho verloren. Nach Ablauf der regulären Saison wurden drei Spieler der Mannschaft aus Austin in All-NBA Development League Teams gewählt.: Ian Mahinmi (First Team), der von den Spurs ausgeliehen wurde, Andre Barrett (Second Team) und Marcus Williams (Third Team). Zusätzlich war DerMarr Johnson eine 2007/08 All-NBA Development League Honorable Mention. Am 12. September 2008 gaben die Spurs bekannt, dass Wendell Alexis, der unter anderem für mehrere Jahre in der Basketball-Bundesliga für Alba Berlin aktiv war, als neuer Assistenztrainer der Austin Toros engagiert wurde.
Die Saison 2008/09 verlief ebenfalls erfolgreich, als zumindest Trainer und Spieler individuelle Auszeichnungen gewinnen konnten. In das 2008-09 All-NBA Development League First Team der regulären Saison wurde Marcus Williams gewählt und Trainer Quin Snyder wurde von seinen D-League-Trainerkollegen zum Gewinner des Dennis Johnson Coach of the Year Awards erklärt, nachdem er die Toros zur zweiten 30-Siege-Saison in Folge führte (32:18-Bilanz) und ein Team im 2009 NBA D-League All-Star Game im Rahmen des NBA All-Star Weekends 2009 in Phoenix coachte. Außerdem waren Malik Hairston und Dwayne Jones 2008/09 All-NBA Development League Honorable Mentions.
Nach der Saison 2009/10 wurden drei Spieler der Toros in All-NBA D-League Teams gewählt: Dwayne Jones in das First Team, Alonzo Gee in das Second Team und Curtis Jerrells in das Third Team. Alonzo Gee konnte zusätzlich noch den NBA Development League Rookie of the Year Award gewinnen. Die Toros belegten mit 32:18 Siegen den zweiten Platz in der Western Conference und unterlagen in der zweiten Runde der Playoffs den Rio Grande Valley Vipers mit 1:2.
Vor der Saison 2010/11 wurde von den Spurs bekannt gegeben, dass mit Brad Jones ein neuer Cheftrainer für die Toros engagiert wurde. Zudem erfolgte der Umzug in das größere Cedar Park Center, in dem bereits die Eishockeymannschaft Texas Stars in der American Hockey League ihre Heimspiele austrug. Trotzdem verlief die Saison weniger erfolgreich für die Toros im Vergleich zu den vorhergehenden Jahren. Das Team verpasste nach einer 22:28-Saison sogar die Teilnahme an den Playoffs. Von den Spielern schaffte es lediglich Marcus Cousin in das All-NBA Development League Second Team.
In der Saison 2011/12 gelangten die Austin Toros wieder zurück in die Erfolgsspur. Das texanische Team konnte mit 33:17 Siegen die beste Bilanz in der Vereinsgeschichte erreichen und belegte den zweiten Platz in der Western Conference. Justin Dentmon wurde nach einer starken Saison zum NBA D-League MVP 2011/12 gewählt. In 40 Spielen erzielte er durchschnittlich 22,8 Punkte, 3,7 Rebounds und 5,5 Assists. Damit wurde Dentmon der zweite Spieler der Toros (nach Marcus Fizer in der Saison 2005/06), der diesen Titel gewinnen konnte. Eric Dawson wurde zudem zum NBA D-League Impact Player of the Year gewählt. Auch die Playoffs konnten erfolgreich gestaltet werden und die Toros zogen bis ins Finale um die D-League-Meisterschaft gegen die Los Angeles D-Fenders ein. Die Serie gegen die D-Fenders wurde schließlich mit 2:1 gewonnen, nachdem sie bereits 0:1 hinten lagen. Damit sicherten sich die Toros die NBA-D-League-Meisterschaft 2012.
Auch 2012/2013 zogen die Toros wieder in die Playoffs einziehen und beendete die reguläre Saison mit einer Bilanz von 27 Siegen und 23 Niederlagen. In den Playoffs gelang der Einzug ins Halbfinale, dort unterlag das Team dann jedoch den Santa Cruz Warriors und verpasste damit die Titelverteidigung.

## Bekannte Spieler

### Zurückgezogene Trikotnummern
- 3  Dennis Johnson, Head Coach

### Wichtige Spieler der Saison 2011/12
- Eric Dawson (NBA D-League Impact Player of the Year 2011/12)
- Justin Dentmon (NBA D-League MVP 2011/12)
- Carldell Johnson
- Cory Joseph
- Ronald Murray
- Julian Wright

### Ehemalige wichtige Spieler
| - Blake Ahearn - Andre Barrett - Marcus Fizer (MVP 2005/06) - Alonzo Gee (Rookie of the Year 2009/10) - Gerald Green - Malik Hairston - Adam Harrington - Curtis Jerrells | - DerMarr Johnson - Dwayne Jones - Keith Langford - Ian Mahinmi - Pops Mensah-Bonsu - Allan Ray - Justin Reed - Anthony Tolliver | - Darius Washington - James White - Jay Williams - Marcus Williams - Derrick Zimmerman (Defensive PoY 2004/05 & 2005/06) |